# Lewis Porter
Lewis Porter (* 14. Mai 1951) ist ein US-amerikanischer Jazzautor, Jazzpianist und Musikwissenschaftler.

## Leben
Porter studierte an der University of Rochester (Bachelor in Psychologie 1972), der Northeastern University (1976 Master in Rechtsberatung, Counseling) und der Tufts University (Master-Abschluss in Musiktheorie 1979 mit der Arbeit The Jazz Improvisation of Lester Young). Porter wurde 1983 an der Brandeis University in Musikwissenschaft mit einer Arbeit über John Coltrane bei Joshua Rifkin promoviert (John Coltrane's Music of 1960 Through 1967: Jazz Improvisation as Composition.). Ab 1977 unterrichtete er Jazzgeschichte an der Tufts University und gleichzeitig ab 1980 an der Brandeis University. 1982 bis 1986 war er Assistant Professor an der Tufts University, ab 1986 Assistant Professor an der Rutgers University, ab 1990 Associate Professor und ab 1999 Professor an der Rutgers University. Zurzeit ist er Direktor des Studiengangs Jazzgeschichte (den er 1997 aufgebaut hat, als bis dahin einzigen derartigen Master-Studiengang in den USA) und Jazzforschung an der Rutgers University. Er ist regelmäßiger Talk-Moderator für Jazz at Lincoln Center in New York und Instructor am Lincoln Center. An der Universität hält er auch Kurse über Filmgeschichte ab. Er war Gastprofessor u. a. an der Manhattan School of Music und der New York University.
Er ist durch Biographien von Lester Young und John Coltrane bekannt, über den er die maßgebliche sorgfältig recherchierte Biographie schrieb (für die Biographie interviewte er über 200 Leute). 
Er tritt auch als Jazzpianist auf (auch am Synthesizer) und hat drei CDs als Leader veröffentlicht („Second Voyage“ 2002 u. a. mit Dave Liebman, „Italian Encounter“ 2007 u. a. mit Furio Di Castri, Altrisuoni sowie „Expulsion of the Triumphant Beast“ (Terra Nova 2011) mit David Rothenberg). Daneben spielt er Saxophon. 2012 hatte sein Concerto for Saxophone mit Dave Liebman als Solist an der Harvard University Premiere. 2018 legte er mit Chris Kelsey das Duoalbum Play Ornette vor,  gefolgt von Transcendence (Sunnyside), mit dem Gitarristen Ray Suhy, Brad Jones und Rudy Royston.
Er ist Mitarbeiter an einer Coltrane-Diskographie und wurde für seine Neu-Herausgabe der Aufnahmen Coltranes für Atlantic Records 1996 für den Grammy nominiert. Für seine Coltrane Biographie erhielt er 1999 den „Jazz Research Award“ der  „Association of Recorded Sound Collections“ und den „Prix du livre de Jazz“ der „Academy of Jazz“ in Paris. 
Porter ist Gründer (2005) und Herausgeber (mit John Howland) der Zeitschrift „Jazz Perspectives“.

## Schriften
- Gründer der Encyclopedia of Jazz Musicians.[2]
- Jazz, a Century of Change. Schirmer Books 1997 (Anthologie von Aufsätzen zur Jazzgeschichte, auch mit eigenen Essays).
- mit Michael Ullman, Ed Hazell: Jazz – from its Origins to the Present. Prentice Hall, 1992.
- John Coltrane, his Life and Music. University of Michigan Press, 1998.
- John Coltranes „A Love Supreme“: Jazz Improvisation as Composition. Journal of the American Musicological Society, Bd. 38, 1985, S. 593–621.
- Lester Young. Twayne, Boston 1985, überarbeitete Neuauflage University of Michigan Press 2005.
- Herausgeber The Lester Young Reader. Smithsonian Institution Press, Washington 1991.
- Yasuhiro Fujioka, mit Lewis Porter, Yoh-Ichi Hamada: John Coltrane: A Discography and Musical Biography. Scarecrow Press. 1995 (Institute of Jazz Studies Monographs Series).
- Mitautor Bakers Biographical Dictionary of Musicians. Gale Publications, New York 2000 (Porter verfasste dafür über 1000 Jazzmusiker-Biographien).
- Herausgeber John Coltrane Reference Book. Routledge 2008.